# Arnon Goldfinger

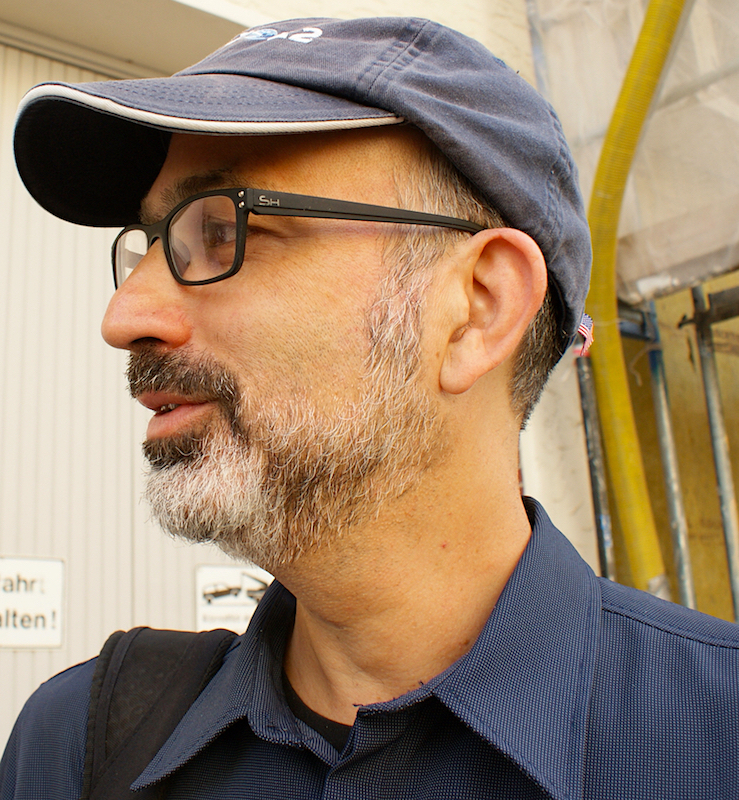
Der Regisseur Arnon Goldfinger

Arnon Goldfinger (hebräisch ארנון גולדפינגר; * 21. September 1963 in Ramat Gan, Israel) ist ein israelischer Filmregisseur und Drehbuchautor, Gewinner zweier Israel Academy Awards und bekannt für die Filme The Komediant, (2000) und The Flat/Die Wohnung, (2011).

## Leben
Arnon Goldfingers Eltern sind aus Deutschland und der Tschechoslowakei nach Palästina emigriert. Als Jugendlicher verbrachte er viele Stunden am Schachbrett und wurde schließlich zu einem jungen Schachspieler in Israel. Er besuchte die Universität von Tel Aviv und studierte Film im Hauptfach mit Philosophie im Nebenfach. 1987 schloss er seine Studien mit Auszeichnungen ab, wurde als besonderes Talent der Fakultät ausgewählt und erhielt das Rektoratstipendium der Universität.
1990 wurde er Leiter des Dritten Internationalen Studentenfilmfestivals in Tel Aviv. Im Sommer des gleichen Jahres wurde Arnon Goldfinger als einer von 12 Europäischen Studenten für die Europäische Sommerfilmschule in Belgrad mit dem polnischen Filmemacher Krzysztof Zanussi als leitendem Dozenten ausgewählt.

### Lehre
Nach seinem Abschluss an der Universität begann er an Filmschulen Israels Regie und Drehbuch schreiben zu unterrichten. Darunter an der Sam Spiegel Film School, Ma'aleh School of Film and Television, Camera Obscura – Movie-College und der Filmabteilung der Universität Tel Aviv, wo er bis heute unterrichtet.

### Regie
Arnon Goldfingers erster abendfüllender Film wurde 1999 veröffentlicht. The Komediant ist ein Dokumentarfilm über die Burstein Familie, Jiddisch sprechende Vaudeville Artisten – Mike Burstyn, (auch Mike Burstein), dessen Eltern und Zwillingsschwestern – und erzählt die Geschichte des Jiddisch-Theaters. Vier Jahre arbeitete Goldfinger an diesem Film, der im Mai 2000 in Israel in die Kinos kam und damit nach Jahren der erste kommerziell gezeigte Dokumentarfilm war.
Der Film wurde gelobt und Arnon Goldfinger wurde von der mainstream Tageszeitung Jedi’ot Acharonot als einer der fünf führenden Cineasten des Jahres bezeichnet. 2002 kam The Komediant in den USA in die Kinos. Der Film wurde von New York Films vertrieben und in über 50 Kinos landesweit gezeigt, darunter im Lincoln Plaza in New York City und auf Dutzenden Filmfestivals. Die Chicago Film Critics bezeichneten den Film als einen der fünf besten Dokumentarfilme des Jahres.
2011 wurde Goldfingers zweiter abendfüllender Film veröffentlicht. Der Film Die Wohnung, Originaltitel The Flat, ist eine israelisch-deutsche Koproduktion. Zero one Film ist die Deutsche Partnerfirma. Der Film beginnt kurz nach dem Tod der Großmutter des Regisseurs als dieser mit seiner Familie in die Wohnung geht, um sie aufzulösen. Dabei findet Goldfinger bald einige Gegenstände, die ein verblüffendes Kapitel der Familiengeschichte aufdecken, die über Jahrzehnte gut verborgen geblieben waren. Insbesondere Hinweise auf die Zusammenarbeit zwischen seinen Großeltern Kurt und Gerda Tuchler und dem SS-Offizier Leopold von Mildenstein und dem Zionismus.
Die Wohnung hatte 2011 auf dem Jerusalem Film Festival Premiere. In der Rezension des Kritikers Avner Shavit wird der Film als "einer der besten Dokumentarfilme Israels aller Zeiten" besprochen und er ergänzte: "Das Publikum gelangte gestern durch die Vorstellung in eine Art Schockzustand." Noch im gleichen Jahr kam der Film in Israel in die Kinos, wo er begeisterte Kritiken erhielt. Time Out Tel Aviv setzte den Film mehr als 30 Wochen auf seine Empfehlungsliste mit den Worten: "Unbedingt ansehen." Das Magazin wählte den Film auch als eines der 25 wichtigsten Kunstwerke des Jahres 2011. Im Juni 2012 kam der Film in Deutschland und im Oktober des Jahres in den USA in die Kinos. Der Film wurde vielfach ausgezeichnet, unter anderem mit dem Israeli Film Academy Award für den besten Dokumentarfilm (Ophir) in 2011. Dazu war der Film unter den drei Besten, die für den Deutschen Filmpreis Lola nominiert wurden und kam in die Endauswahl für den Grimme-Preis 2014.

### Filmografie
- The Benny Zinger Show (1993, Kurzfilm. Drehbuch und Regie)
- Schindler's children (1993, TV Dokumentar-Kurzfilm. Drehbuch und Regie)
- Antonnela in the holy land (1994, TV Dokumentar-Kurzfilm. Drehbuch und Regie)
- Anne's Way (1995, TV Dokumentarfilm. Drehbuch und Regie)
- The Komediant (1999, Film. Regie und Ko-Produzent)
- The Flat (2011, Film. Drehbuch, Regie und Ko-Produzent)
- A tale beginning in three rooms (2023, Dokumentar-Kurzfilm. Drehbuch und Regie)

### Auszeichnungen
- Moograbi Award – Drittbester Film, – The Benny Zinger Show (1993)
- Chicago International Film Festival – Besondere Leistung – The Benny Zinger Show (1993)
- Israeli Academy Award – Bester Dokumentarfilm – The Komediant (1999)
- Haifa International Film Festival – Bester Dokumentarfilm – The Komediant (1999)
- Docaviv – Bester Schnitt – The Komediant (1999)
- Jerusalem Film Festival – Beste Regie für den Dokumentarfilm – The Flat
- Israeli Academy Award (Ophir) – Bester Dokumentarfilm – The Flat
- Israeli documentary filmmakers Forum – Bester Film – The Flat
- Israeli documentary filmmakers Forum – Beste Regie – The Flat
- Israeli documentary filmmakers Forum – Beste Recherche – The Flat
- Bayerischer Filmpreis – Bester Dokumentarfilm – The Flat (2011)

### Schriften
- Arnon Goldfinger: Film „Die Wohnung“. Ihr Freund, der Feind. In: ZEITmagazin Nr. 21/2012 vom 16. Mai 2012.